# أوروكني
أوروكرني مدينة في جنوب أفريقيا تتبع للمحافظة الشمالية الغربية.تأسست سنة 1940 ويقطنها 157324 نسمة حسب الإحصاء السكاني عام 1998.كانت آوروكرني من المدن المرشحة لإستضافة كأس العالم 2010 والتي بلغ تعداها 13 مدينة.لكن الفيفا اصطفى عشرة مدن واستبعد أوروكني مع مدينة كمبيرلي وأحد ملاعب بريتوريا.
تقع المدينة على ضفاف نهر فال الرافد الكبير لنهر اورانج وتبعد 180 كيلا عن جوهانسبرغ و50 كيلا عن بوتشفستروم وهي مركز المحافظة الثقافي والتعليمي.